# Pocono Springs
Pocono Springs es un lugar designado por el censo ubicado en el condado de Wayne en el estado estadounidense de Pensilvania. En el Censo de 2010 tenía una población de 926 habitantes y una densidad poblacional de 89,83 personas por km².

## Geografía
Pocono Springs se encuentra ubicado en las coordenadas 41°16′47″N 75°24′5″O / 41.27972, -75.40139. Según la Oficina del Censo de los Estados Unidos, Pocono Springs tiene una superficie total de 10.31 km², de la cual 9.85 km² corresponden a tierra firme y (4.42%) 0.46 km² es agua.

## Demografía
Según el censo de 2010, había 926 personas residiendo en Pocono Springs. La densidad de población era de 89,83 hab./km². De los 926 habitantes, Pocono Springs estaba compuesto por el 92.12% blancos, el 3.46% eran afroamericanos, el 0% eran amerindios, el 1.08% eran asiáticos, el 0.11% eran isleños del Pacífico, el 1.19% eran de otras razas y el 2.05% pertenecían a dos o más razas. Del total de la población el 5.08% eran hispanos o latinos de cualquier raza.